# Investimento offshore
Investimento offshore é a manutenção de dinheiro em jurisdição diferente do país de residência. As jurisdições offshore são usadas para pagar menos impostos em muitos países por grandes e pequenos investidores. Domicílios offshore mal regulamentados têm servido historicamente como paraísos para evasão fiscal, lavagem de dinheiro ou para ocultar ou proteger dinheiro adquirido ilegalmente na aplicação da lei no país do investidor. No entanto, os centros offshore modernos e bem regulamentados permitem que investidores legítimos tirem proveito de taxas de retorno mais altas ou taxas de imposto mais baixas sobre esse retorno oferecidas pela operação através de tais domicílios. A vantagem do investimento offshore é que essas operações são legais e menos onerosas do que as oferecidas no país do investidor — ou "onshore".
Os locais preferidos pelos investidores para taxas baixas de impostos são conhecidos como centros financeiros offshore ou (às vezes) paraísos fiscais.
O pagamento de menos impostos é a força motriz por trás da maioria das atividades "offshore". Devido ao uso de centros offshore, os investidores podem realizar atividades de investimento de uma forma mais lucrativa. Freqüentemente, os impostos cobrados pelo país de origem do investidor são essenciais para a lucratividade de qualquer investimento. Usando mecanismos (ou veículos) para fins especiais domiciliados no exterior, um investidor pode reduzir o valor do imposto a pagar, permitindo que o investidor obtenha uma maior lucratividade geral. Outra razão pela qual o investimento "offshore" é considerado superior ao investimento "onshore" é porque é menos regulamentado e o comportamento do provedor de investimento offshore, seja ele um banqueiro, gestor de fundos, administrador ou corretor de ações, é mais livre do que ele poderia estar em um ambiente mais regulamentado.

## Veículos para investimento offshore
O investimento offshore inclui estratégias de investimento fora do país de origem do investidor. Oportunidades de investimento no mercado monetário, títulos e ativos patrimoniais estão disponíveis por meio de empresas offshore.[carece de fontes?]
Pode-se também fretar uma corporação offshore para fornecer personalidade jurídica, responsabilidade limitada, ações transferíveis, gestão centralizada e propriedade compartilhada. Em alguns casos, as vantagens de investimento de tal empresa são compensadas por taxas legais, corporativas e de registro de conta impostas pelo país em que a conta offshore está estabelecida. Além disso, os dirigentes da corporação podem ser solicitados a estabelecer residência, possuir bens imóveis ou atender a um mínimo de investimento (dependendo do país, pode chegar a um milhão de dólares).[carece de fontes?] Uma vantagem que advém do estabelecimento de uma estrutura corporativa é que, embora um cidadão possa ser proibido de abrir uma conta offshore, ele pode estabelecer uma corporação que o faça.

## Argumentos favoráveis ao investimento offshore
As motivações para investimento offshore incluem:
- Vantagens fiscais — as regulamentações fiscais geralmente contêm disposições para proteção contra a tributação por várias jurisdições que podem ser exploradas para reduções fiscais legais.[carece de fontes?] As nações atraem intencionalmente investimentos empresariais por meio de taxas de impostos mais baixas. A tendência de tributação das empresas no período de 1980 a 2010 apresentou tendência de queda, com a taxa máxima nos países da OCDE (excluindo a América) passando de 51% para 32%. Investir em tal ambiente pode melhorar a taxa de retorno do investimento do investidor.[2]
- Diversificação do investimento — o risco pode ser gerenciado diversificando os investimentos entre uma gama mais ampla de opções do que está disponível para o investimento onshore.[carece de fontes?]
- Prevenção de herança forçada — a herança pode ser passada ao herdeiro preferencial, independentemente de regulamentos como leis de propriedade comunitária na jurisdição de residência/morte.
- Níveis mais baixos de regulamentação — uma gama mais ampla de opções de investimento está disponível (por exemplo, fundos de cobertura, que prosperam em ambientes regulatórios baixos devido às suas estratégias de investimento altamente agressivas, prosperam em jurisdições offshore, principalmente nas Ilhas Cayman)
- Privacidade — informações financeiras confidenciais ajudam o indivíduo a gerenciar impostos sobre ganhos de capital, renda e herança.[carece de fontes?]
- Serviços financeiros especializados — os principais centros offshore têm setores de serviços financeiros altamente desenvolvidos, com experiência em corretagem de ações, gestão de ativos, bancos, seguros, fundos, fundos e serviços jurídicos.
- Proteção contra a desvalorização da moeda — por exemplo, os investidores chineses têm investido suas economias em locais estáveis no exterior para protegê-los contra a queda do renminbi.[3] No caso de um aumento da inflação brasileira, um investimento offshore protege o capital a não perder poder de compra.

## Argumentos contrários ao investimento offshore
As razões que foram elencadas contra o investimento offshore incluem:
- Eles contornam a legislação de câmbio de títulos implementada após a grande depressão (por exemplo, o US Securities Act de 1933 e o Securities Exchange Act de 1934) para estabilizar as economias do mundo e estabelecer um mercado justo. Isso aumenta o risco de que os mercados financeiros não sejam devidamente regulamentados, possivelmente aumentando a probabilidade de bolhas e recessões subsequentes.[4]
- Eticamente, pode ser considerado um abuso da soberania nacional ao reduzir a transparência para os reguladores das transações financeiras. Os investimentos offshore reduzem a transparência, o que estimula atividades ilegais, como permitir que as empresas de investimento contornem sua responsabilidade fiduciária e explorem seus clientes. Como exemplo, é alegado em um processo de fraude civil arquivado pela SEC que o Goldman Sachs montou um "negócio offshore no qual um cliente de longa data, o fundo de hedge Paulson & Co., ajudou a selecionar e, em seguida, apostar contra os títulos do negócio sem contando aos investidores sobre o papel de Paulson".[5]
- Ele explora as vantagens criadas para ganhar riqueza por uma economia tributada, embora não pague sua parte justa dos impostos nessa economia. A riqueza ganha em uma economia (tributada) é retirada de circulação (ou seja, não pode ser tributada novamente quando for gasta novamente para fornecer serviços e infraestrutura).
- Estimula a competição tributária entre estados, províncias, países e regiões, da mesma forma que a busca por fontes cada vez mais baratas de trabalho manual reduz os salários em todos os lugares.
- Os investimentos offshore em paraísos fiscais mal regulamentados podem contornar as sanções contra os países estabelecidas para encorajar convenções importantes para as sociedades (por exemplo, sanções da ONU por não cumprimento dos tratados de não proliferação nuclear). Isso tem o efeito de minar a eficácia de tais sanções.

## Esforços para reduzir o uso de investimento offshore para evasão fiscal

### Esforços internacionais para reduzir a evasão fiscal
A Organização para a Cooperação e Desenvolvimento Econômico (OCDE), a União Europeia (UE) e os Estados Unidos da América (EUA) se esforçam para trocar dados fiscais. A OCDE estabeleceu um limite de acordos bilaterais de troca de informações fiscais, doze, como o mínimo que um país também é colocado na “lista branca” e reconhecido como tendo “implementado substancialmente” os padrões fiscais internacionalmente acordados. A “lista cinza” da OCDE inclui países que não alcançaram o status de “lista branca” e são considerados como promotores da evasão fiscal devido à abertura financeira insuficiente. Como resultado, as Ilhas Cayman e Liechtenstein implementaram reformas de abertura financeira para sair da lista e escapar da ameaça de sanções, enquanto Panamá, Luxemburgo, Liechtenstein, Suíça e Ilhas Virgens Britânicas (BVI) ainda estavam na lista cinza no final de 2009.
A expansão da UE motivou grandes melhorias na transparência fiscal. A UE exige que os membros troquem informações fiscais usando sistemas automáticos até o final de 2011, o que garante que a Áustria, a Bélgica e o Luxemburgo estejam cumprindo as obrigações. Além disso, desde janeiro de 2007, os ex-paraísos fiscais (conhecidos por seu sigilo bancário e baixas taxas de impostos para investimentos estrangeiros) nas Bermudas, nas Ilhas do Canal (Jersey e Guernsey) e na Ilha de Man alcançaram o status de "lista branca" devido aos seus laços com a UE.
O Panamá é atualmente reconhecido como um dos países mais atraentes para o investimento offshore legítimo, bem como para a evasão fiscal, e está na “lista cinza” da OCDE. A zona de livre comércio do Panamá movimenta mais de dezenove bilhões de dólares em comércio por ano e a construção está crescendo. Corporações são facilmente criadas no Panamá e, embora sejam pesadamente tributadas nas operações domésticas do Panamá, elas não pagam impostos nas atividades estrangeiras. A propriedade da empresa pode ser facilmente ocultada através do uso de “ações ao portador” anônimas. Como resultado, mais de 45 mil empresas de fachada offshore e empresas subsidiárias são criadas no Panamá a cada ano; O Panamá tem uma das maiores concentrações de subsidiárias de qualquer país do mundo. Os bancos do Panamá são bem regulamentados, proporcionando estabilidade e previsibilidade. O Panamá ainda não participa de tratados de intercâmbio de informações fiscais; uma vez que tributam apenas a renda doméstica, não há benefício recíproco em compartilhar informações com outros governos. Todas essas condições se combinam para proporcionar vantagens tanto aos negócios legítimos quanto à evasão fiscal.

### Desenvolvimentos recentes
Em 2009, os Estados Unidos iniciaram esforços crescentes para fechar brechas fiscais e identificar e processar os sonegadores de impostos usando contas offshore. Como um elemento desse esforço, eles buscaram emendas nos tratados tributários para compensar as leis de sigilo bancário de nações como a Suíça. Em 2010, os EUA e a Suíça concordaram com um protocolo que aumenta as informações tributárias compartilhadas para auxiliar no processo de evasão fiscal. Tal como acontece com todos os tratados, este não entra em vigor até ser ratificado pelos órgãos legislativos apropriados (neste caso, o Senado dos Estados Unidos e o Conselho e Parlamento Federal Suíço).
Como um exemplo dos esforços para reduzir os investimentos offshore ilegais feitos para fins de evasão fiscal, em 2010 o banco suíço Union Bank of Switzerland (UBS) pagou uma multa de 780 milhões de dólares e está cooperando na identificação dos estimados dezenove mil sonegadores de impostos americanos ricos que ter contas no UBS. O US Internal Revenue Service ofereceu anistia para aqueles que se apresentassem voluntariamente. Da mesma forma, o banco HSBC foi acusado de ter ajudado dois cidadãos norte-americanos em um esquema multimilionário de evasão fiscal que se baseava em várias contas mantidas em nome de corporações de fachada estrangeiras, usando advogados suíços para atuar como signatários substitutos de algumas delas contas. Os dois homens foram presos e estão sob acusação de evasão fiscal.